# Urania (Luisiana)
Urania é uma cidade  localizada no estado americano de Luisiana, na Paróquia de La Salle.

## Demografia
Segundo o censo americano de 2000, a sua população era de 700 habitantes.
Em 2006, foi estimada uma população de 692, um decréscimo de 8 (-1.1%).

## Geografia
De acordo com o United States Census Bureau tem uma área de
3,2 km², dos quais 3,2 km² cobertos por terra e 0,0 km² cobertos por água.

## Localidades na vizinhança
O diagrama seguinte representa as localidades num raio de 24 km ao redor de Urania.